# Draniki

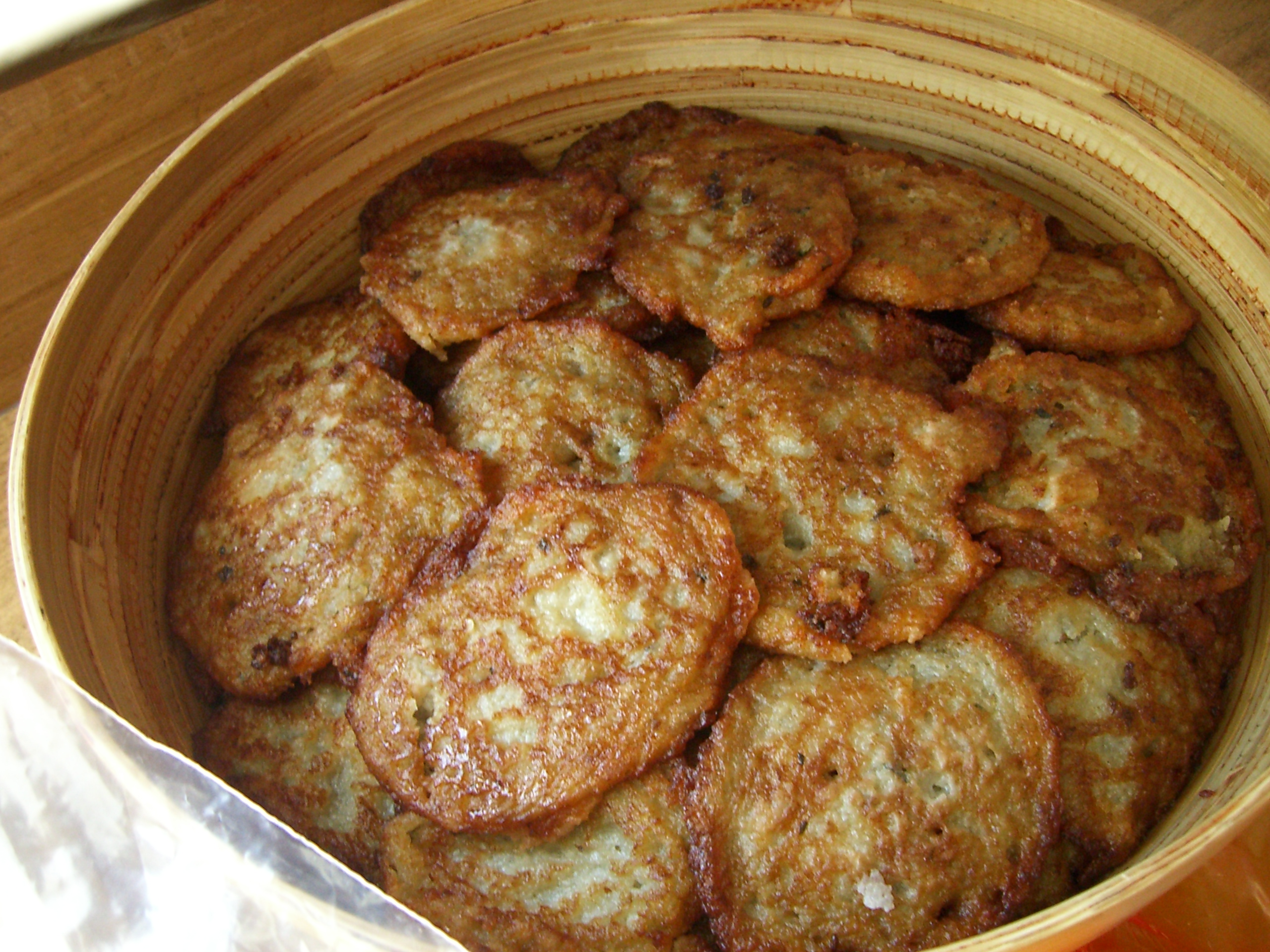
Draniki

Draniki são pasteis de batata, em que este ingrediente, em puré ou grosseiramente ralado, é misturado com farinha de trigo e ovos, temperado e frito, por vezes com recheios variados. É considerado o prato nacional da Bielorrússia. 
Variações desta preparação, com diferentes nomes, são comuns em muitos países da Europa.